# Fly Project
Fly Project est un groupe roumain de musique électronique. Il est formé en 2005 par Tudor Ionescu, et connu en Europe principalement pour son single Toca Toca, sorti à l'automne 2013.

## Histoire
Le groupe Fly Project sort son premier album, Fly Project, en 2005 et le premier single, Raisa, était numéro un en Roumanie. En 2007, Fly Project sort K-tinne, un autre succès instantané qui vaut au groupe de nombreux prix musicaux, notamment le prix Top Hits roumain du « meilleur morceau dance » et celui du « meilleur morceau ». Leurs autres singles à succès les années suivantes, Mandala, Goodbye, Musica et Back In My Life leur permettent de se faire connaître en Europe de l'Est et en Italie.
Le groupe apparaît aux MTV Europe Music Awards[Quand ?], dans la catégorie « meilleur artiste roumain »[réf. nécessaire].
À l'automne 2013 sort Toca Toca, single le plus connu du groupe, qui obtient immédiatement un succès en Pologne, avant de gagner toute l'Europe, même la France, et leur fait obtenir un disque d'or en Italie.

## Discographie

### Albums studio
- 2005 : Fly Project
- 2007 : K-Tinne

### Singles
- 2008 : Brasil (feat. Anca Parghel e Tom Boxer)
- 2008 : Alegria
- 2009 : Unisex
- 2011 : Mandala
- 2011 : Goodbye
- 2012 : Back in My Life
- 2012 : Musica
- 2013 : Toca Toca
- 2014 : Hello (avec Mandinga)
- 2015 : Like a Star
- 2015 : So High
- 2016 : Next to You (con Last Night)
- 2016 : Jolie (feat. Misha)
- 2016 : Butterfly (feat. Andra)
- 2017 : Get Wet
- 2017 : Dame
- 2019 : Mexico
- 2021 : En Vogue
- 2023 : Copacabana